# Piled Higher and Deeper
Piled Higher and Deeper，也稱為PhD漫畫（PhD Comics），是網上連載漫畫系列。作者是豪爾赫·陳（Jorge Cham）。漫畫講述幾個研究生的日常生活中的大小事，包括科研遇到的困難，拖延症的危險，和導師之間的複雜關係，以及總是在尋找免費食物等。1997年秋季，作者在史丹福大學讀機械工程學博士時，開始創作這套漫畫，之後在加州理工學院任講師時繼續繪畫，現在全職繪畫漫畫，以及給演講談論漫畫當中的內容。漫畫原來是黑白，之後轉為灰階，2004年6月開始用彩色。

## 人物
漫畫在連載初期就介紹了主要人物，他們的個性一直保持不變。初期的漫畫中，人物明顯是史丹福大學的學生，漫畫中特指該大學的事物和笑話後來逐漸減少。

### 學生
- 無名主角：工程學男博士生。在電影版中他說自己名叫Winston，取自作者父親名字。
- Cecilia：工程學女博士生，多年來否認自己是極客。
- Michael Slackenerny：一個不誠實、非常聰明，但懶得出奇的男生。他待在研究所很多年，別人都記不起他何時開始讀研。他靠Ramen（美國的廉價即食麵，受生活拮据的大學生鍾愛）和學校活動的免費食物維生。1998年春季他開車去拉斯維加斯，試圖用他研究出的方法贏廿一點，解決史丹福大學的學生住屋問題，但是他得到的卻是太太Jen。之後Jen生了女兒Sophy，催促Michael儘快完成論文畢業。2005年他終於通過論文答辯，不過修改論文直到2007年才完成。求職一段時間後，被以前的博士導師Prof. Smith僱用為博士後。
- Tajel：人類學女博士生。她結婚前是Cecilia的室友。2009年和Dr. Khumalo結婚。
- Dee：無名主角的妹妹，本科生，考過GRE。
- Steve：一個非常聰明及真誠的「好男生」。在研究院兩年，已經完成博士論文。他總是能得到正面結果，Prof. Smith常常問他意見。在Prof. Smith的實驗室的階級中，他比起副研究員或博士後更受到Prof. Smith重視。
- Allison：Prof. Smith的實驗室中唯一的女博士生。Prof. Smith和實驗室的其他博士生經常忘記她的存在。

### 教授
- Professor Jones：Cecilia的博士導師，看起來比Prof. Smith年長和仁慈。他不懂得為Cecilia研究以外的事給建議，比如她的感情生活及將來的工作。
- Dr. Patrick Khumalo：人類學系的教員。他初入職時被Tajel誤以為是新生，後來與Tajel的結婚。
- Professor Rivera：Tajel的博士導師。他似乎對Tajel的研究採取放任態度，全然不知Tajel的研究興趣和進度，有時還忘了Tajel的名字。
- Professor Brian S. Smith：無名主角和Michael Slackenerny的博士導師。實驗室任何成果他都自認有功。他令人害怕，缺乏同情心，不過有時善忘。

## 電影
2011年作者豪爾赫·陳開始拍攝漫畫的電影版。電影是作者和加州理工學院的一個戲劇小組的合作計劃。2011年秋季，電影在一些大學中巡迴放映。2012年4月電影的DVD和網上串流公開發售。2015年在加州理工學院拍攝電影續集。

## 書目
- Cham, Jorge, , Palo Alto, Calif.: Piled Higher and Deeper Publishing, 2002, ISBN 978-0-9721695-0-9.
- Cham, Jorge, , Los Angeles, Calif.: Piled Higher & Deeper Publishing, 2005, ISBN 978-0-9721695-2-3.
- Cham, Jorge, , Los Angeles, Calif.: Piled Higher & Deeper, LLC, 2007, ISBN 978-0-9721695-3-0.
- Cham, Jorge, , Los Angeles, Calif.: Piled Higher & Deeper, LLC, 2009, ISBN 978-0-9721695-4-7.

## 外部連結
- Piled Higher and Deeper網站（页面存档备份，存于）